# Idaea abnobaria
Idaea abnobaria är en fjärilsart som beskrevs av Carl Reutti 1898. Idaea abnobaria ingår i släktet Idaea och familjen mätare. Inga underarter finns listade i Catalogue of Life.